# Веймарн (посёлок)
Ве́ймарн — посёлок при одноимённой станции в Пустомержском сельском поселении Кингисеппского района Ленинградской области.

## Название
Станция получила название в честь сенатора А. Ф. Веймарна, отдавшего эти земли под строительство железной дороги.
Веймарны — дворянский род, пожалованный во дворянство грамотой шведского короля Карла XI. Записан в VI части родословной книги Петербургской губернии.

## История
С 1917 по 1927 год посёлок при станции Веймарн входил в состав Ястребинской волости Кингисеппского уезда.
Согласно данным переписи населения СССР 1926 года в посёлке при станции Веймарн Пустомержского сельсовета проживали 83 человека — большинство русские, а также эстонцы.
С февраля 1927 года в составе Кингисеппской волости. С августа 1927 года в составе Кингисеппского района.

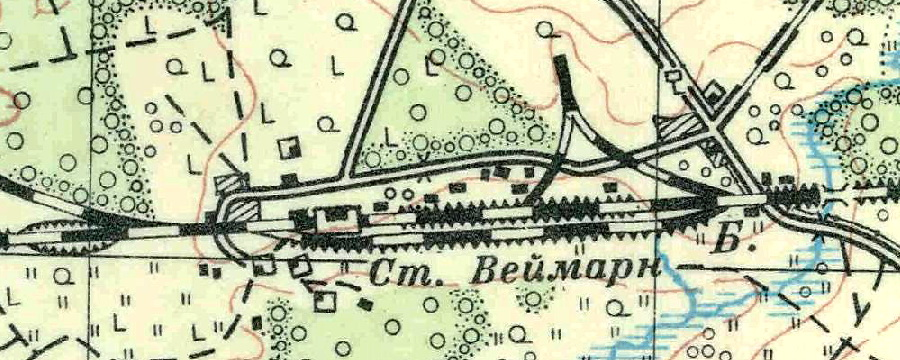
Посёлок при станции Веймарн на карте 1930 года

C 1 августа 1941 года по 28 февраля 1944 года посёлок при станции находился в оккупации.
В 1954 году население посёлка при станции Веймарн составляло 39 человек.
В 1958 году население посёлка при станции Веймарн составляло 569 человек.
По данным 1966, 1973 и 1990 годов посёлок при станции Веймарн входил в состав Пустомержского сельсовета Кингисеппского района.
В 1997 году в посёлке проживали 265 человек, в 2002 году — 187 человек (русские — 91 %), в 2007 году — 295.

## География
Посёлок расположен в восточной части района при узловой станции Веймарн, на автодороге 41А-186 (Толмачёво — автодорога «Нарва»).
Рядом расположен центр поселения — деревня Большая Пустомержа.

## Демография
| 1997 | 2007 | 2010 | 2017 |
| ---- | ---- | ---- | ---- |
| 265  | ↗295 | ↘260 | ↗319 |

### Национальный состав
Согласно данным Всероссийской переписи населения 2021 года в посёлке проживали 304 человека, из них:
 русские — 292, грузины — 6, абхазы — 3, татары — 2, украинцы — 1 человек.

## Известные уроженцы
- Николай Васильевич Кириченко (1941—2020) — епископ Русской православной церкви, митрополит Екатеринодарский и Кубанский (1987—2020), председатель Церковного суда Русской православной церкви (2008—2020).

## Улицы
1-й проезд, 2-й проезд, Весёлый переулок, Вокзальная, Дачный переулок, переулок Дмитрича, Железнодорожная, Лесной переулок, Северная, Старый переулок, Татьянин переулок, Тихий переулок, Центральная.